# ベウハトゥフ
ベウハトゥフ（ポーランド語: Bełchatów [bɛu̯ˈxatuf] ( 音声ファイル)）は、ポーランド中央部、ウッチ県の町。人口は55,583人。首都のワルシャワから120キロメートルにある。
ベウハトゥフは、ヨーロッパで最大の石炭火力発電所であるベウハトゥフ発電所がある。

## スポーツ
- スクラ・ベウハトゥフ - バレーボールクラブ
- GKSベウハトゥフ - サッカークラブ

## 姉妹都市
- オーベルジャンヴィル、フランス 1995年
- タウラゲ、リトアニア 1997年
- ソヴィェツク、ロシア 1998年
- Myślenice、ポーランド 2005年
- Csongrád、ハンガリー 2008年
- Alcobaça、ポルトガル 2009年
- Yuzhnoukrainsk、ウクライナ 2013年
- Považská Bystrica、スロバキア 2013年

## ギャラリー

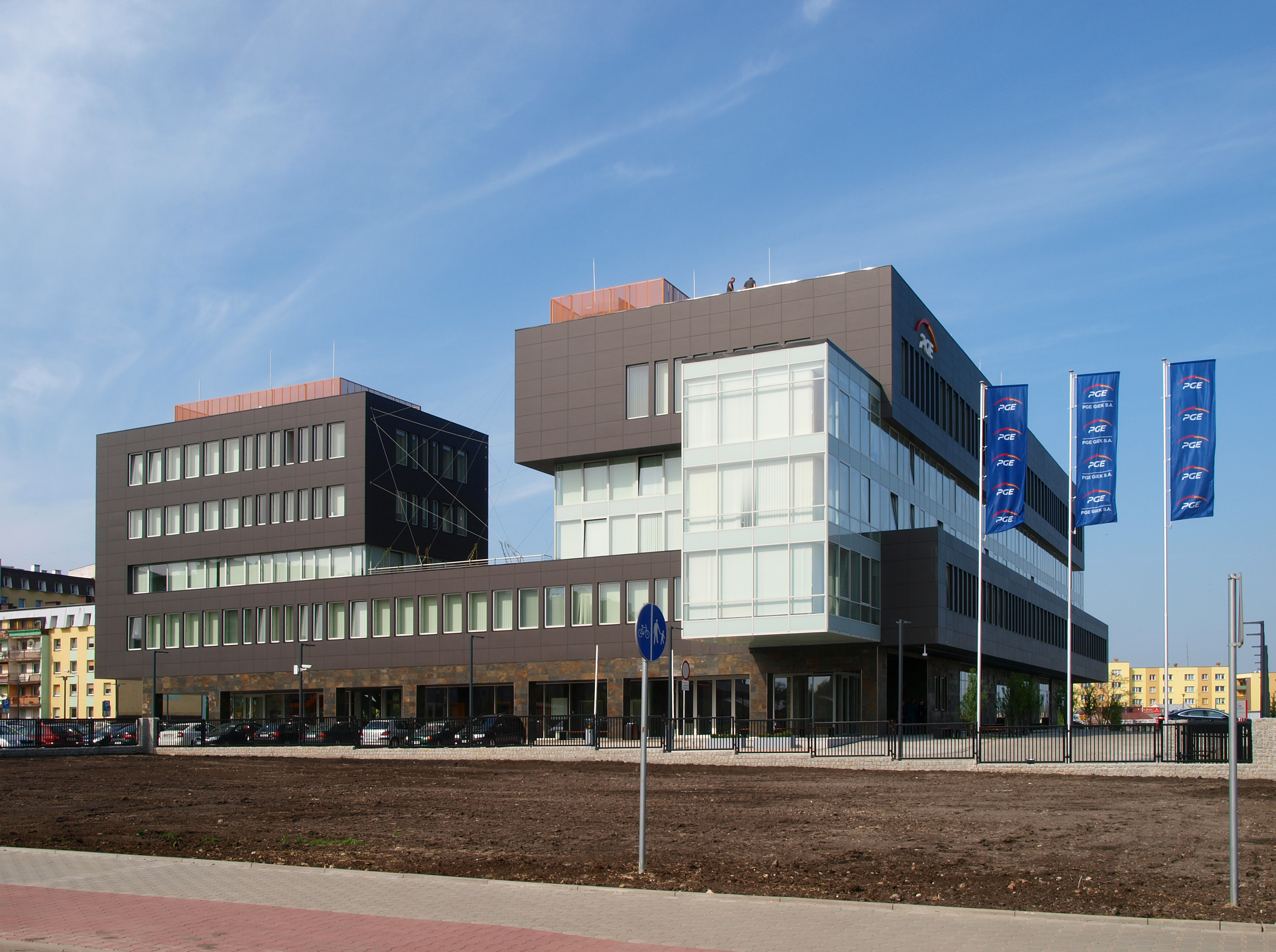
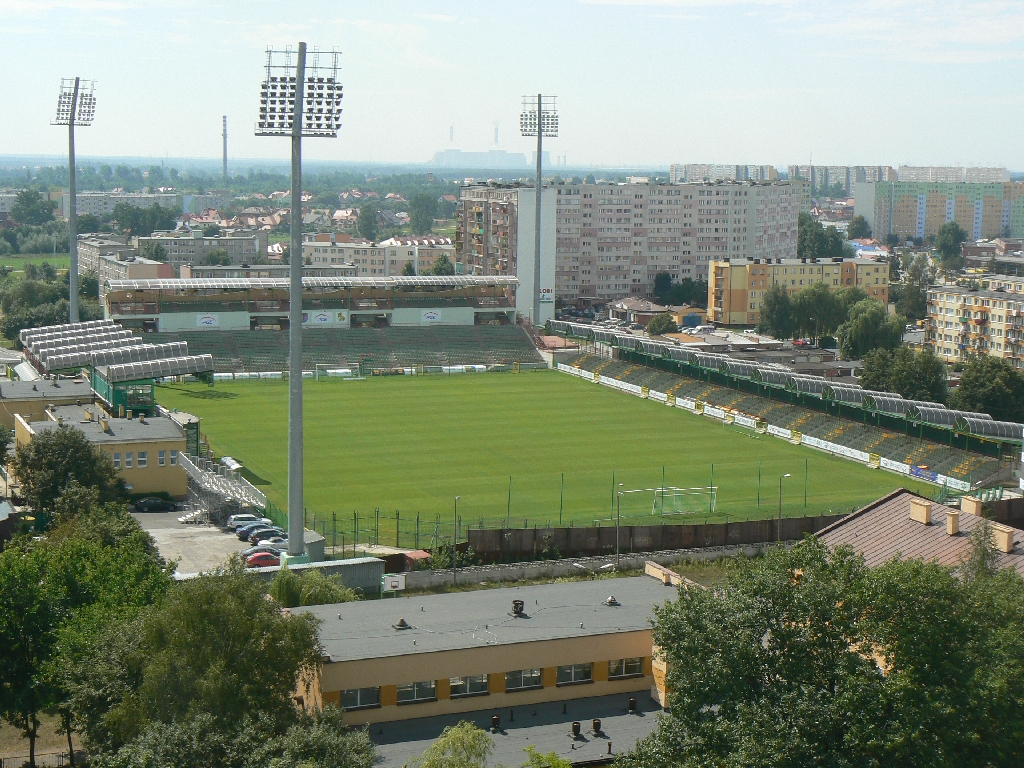
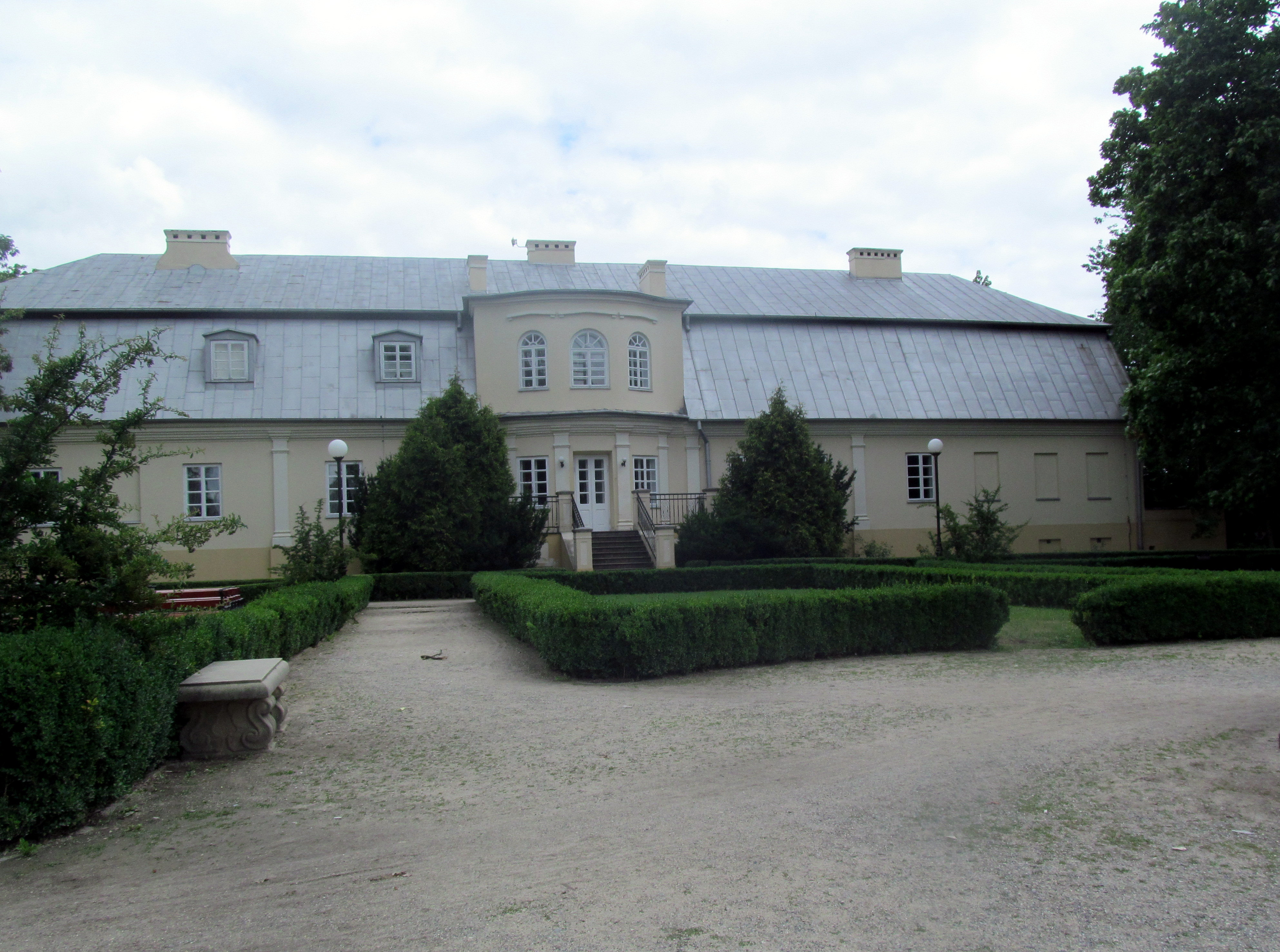
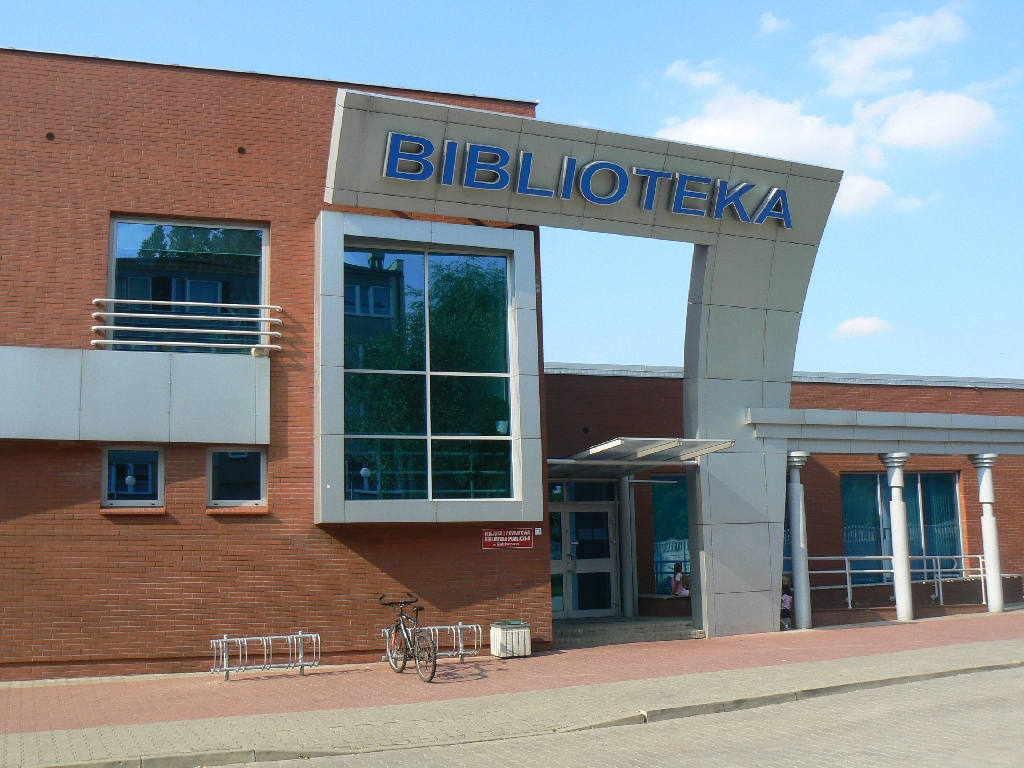
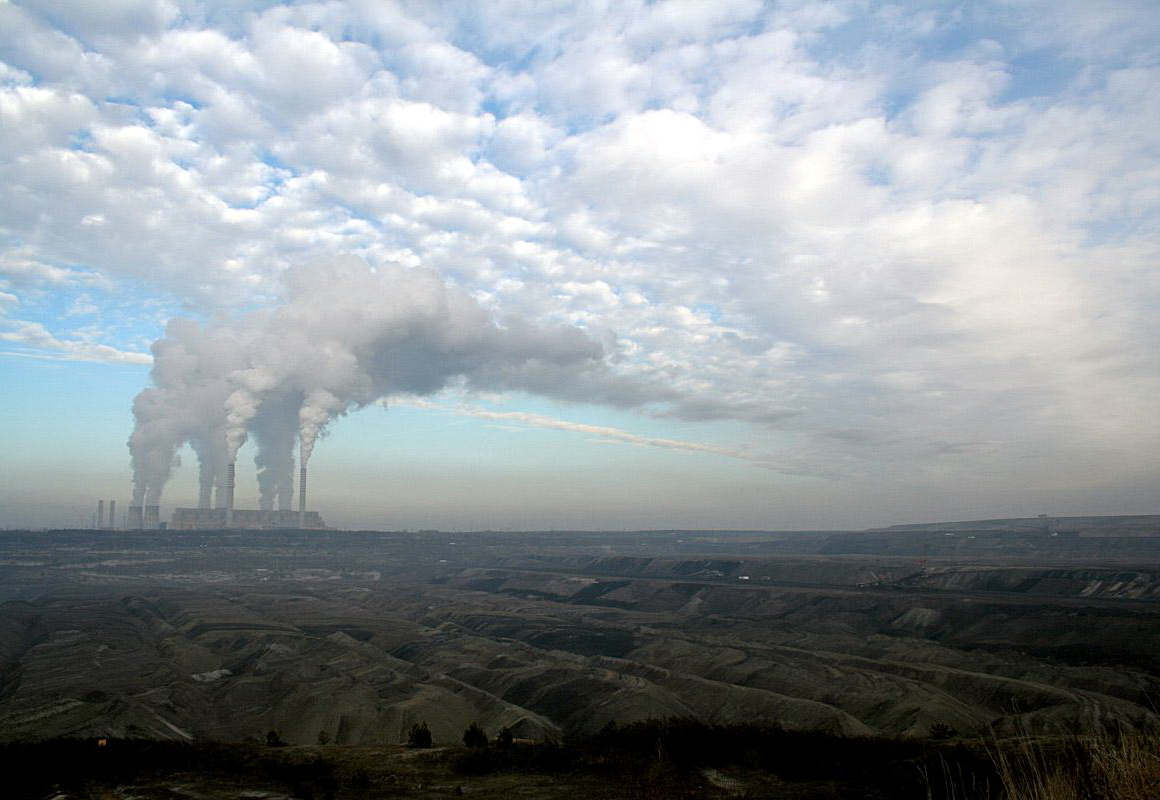